# Lars Lindström (justitieombudsman)
Lars Lindström, född 1949, är en svensk jurist.
Lindström blev jur.kand. vid Uppsala universitet 1974. Efter att ha tjänstgjort i domstolar, Justitiedepartementet och hos Riksåklagaren, samt deltagit i offentliga utredningar, blev han ordinarie domare 1992. Han var chefsrådman i Stockholms tingsrätt 1997–2001, lagman i Solna tingsrätt 2001–2011 och justitieombudsman 2011–2019. 